# 1949 în artă
← 1946 în artă — 1947 în artă — 1948 în artă ——  1949 în artă  —— 1950 în artă — 1951 în artă — 1952 în artă →
1949 în artă implică o serie de evenimente:

## Evenimente

### Evenimente artistice oriunde

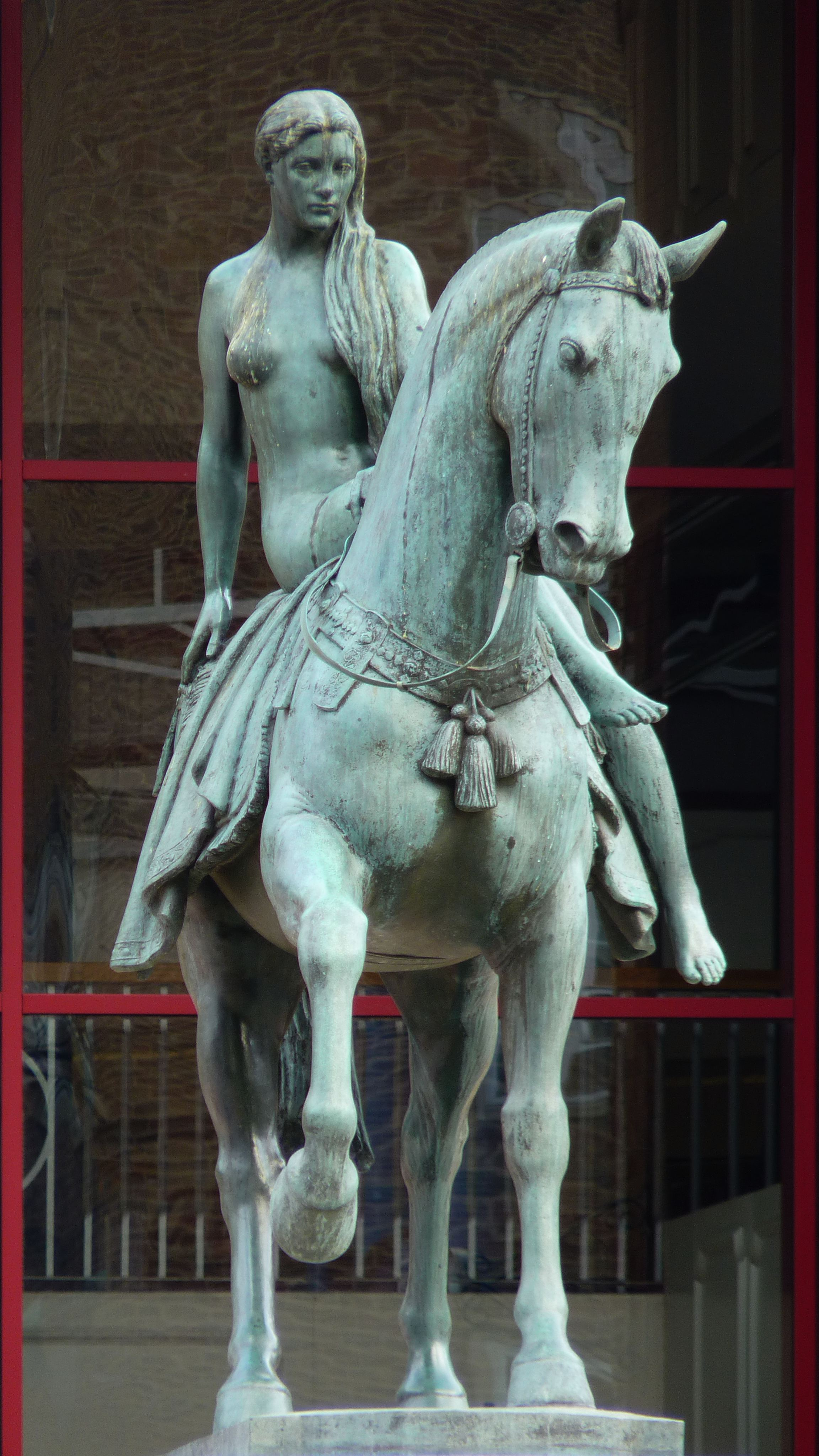
Lady Godiva Statue, statuie de William Reid Dick, aflată la Broadgate, Coventry, ENG.

- Formarea grupului artistic Penwith Society of Arts în Saint Ives, Cornwall.[1]
- Societatea Philadelphia Artists Equity este formată în Philadelphia, statul  Pennsylvania,  Statele Unite ale Americii, pentru a proteja drepturile artiștilor plastici (vizuali) și pentru a îmbunătăți condițiile de lucru și economice ale creatorilor de arte frumoase.[2]
- Expoziția grupului Young Contemporaries, care este inițiată de Carel Weight, pentru British Society of Artists Galleries (Societatea britanică a galeriilor de artiști), stabilește seria New Contemporaries (Contemporani noi).[3]
- David Jones începe o serie de acuarele, întinsă de-a lungul a cinci ani, cu diferite flori în varii vaze.
- Yves Klein pictează primele sale monocromii, în timp ce ucenicea la un realizator de rame de lucrări de arte, în Londra.

## Premii
- Archibald Prize — Arthur Murch – Bonar Dunlop

## Lucrări
- Francis Bacon – Head III, Head IV, Head V, Head VI (Cap III, șamd)
- Brenda Chamberlain – The Fisherman's Return – Reîntoarcerea pescarului (originalul se află laNational Museum of Wales)
- Salvador Dalí
- * Leda Atomica
- * The Madonna of Port Lligat – Madona din Port Lligat (original version; Haggerty Museum of Art, Milwaukee, Wisconsin)
- Paul Delvaux – The Temple – Templul
- Sir William Reid Dick – Lady Godiva (statuie ecvestră, bronz, Coventry)
- Sir Russell Drysdale – West Wyalong

## Galerie (lucrări din 1949)
- Lucrări reprezentative